# Zlatas dagbok
Zlatas dagbok (ISBN 91-7707-215-4) är en bok skriven i dagboksform från 1994 skriven av Zlata Filipović om kriget i Sarajevo 1992-1993. Den översattes till svenska av Louise Moëll.